# Antonio Sedeño
Pour les articles homonymes, voir Sedeño.
Antonio Sedeño, né en 1535 à San Clemente (Espagne) et décédé le 2 septembre 1595 à Cebu (Philippines), est un prêtre jésuite espagnol, missionnaire en Floride, au Mexique, et finalement aux Philippines. Arrivé aux Philippines en 1581 il y est un des fondateurs - et premier supérieur - de la mission jésuite.

## Biographie

### Jeunesse et formation
Antonio Sedeño était au service du comte Francesco Landriano, un ami et bienfaiteur des Jésuites, lorsqu'il rencontra le père Olivier Mannaerts. Sous son influence il se joint aux premiers jésuites (4 juillet 1558) et fait son noviciat.  Il étudie ensuite les lettres classiques à Macerata et à Padoue. Après avoir étudié la philosophie (1563-1566) au Collège romain, dont il fut l'administrateur, il fut orienté vers les missions outremer. Bien qu'il n'ait pratiquement pas fait de théologie, il est ordonné prêtre le 17 mars 1566 (à Rome) et, en août 1567, il part pour Lisbonne afin de s'embarquer pour l'Orient. Cependant, comme la flotte portugaise était déjà partie, Rome lui donna le choix entre le Pérou et la Floride (Nouvelle-Espagne), et Sedeño choisit cette dernière parce qu'il la considérait plus difficile: elle venait de s'ouvrir.

### Échec en Floride
Il arriva en Floride avec le groupe du père Juan B. Segura le 21 juin 1568 et, au carême 1569, il était dans sa nouvelle mission de Guale (aujourd'hui dans l'état de Géorgie). Sa première tâche, outre l'enseignement des vérités chrétiennes fondamentales aux Indigènes, est de les habituer à vivre dans des communautés stables (semblables aux Réductions du Paraguay). Pendant un an, il s'efforça de les amener à changer de vie, mais face à l'opposition constante de la population locale et ne pouvant baptiser aucun d'entre eux, le père Sedeño et son groupe se rendirent au sud, à Fort Saint-Augustin, où ils rencontrent la même hostilité. Ce qui le décide à se rendre à La Havane (Cuba), poste de base de la mission de Floride. 
Cependant, le supérieur général François de Borgia insiste pour que la Floride ne soit pas abandonnée. De retour à la mission, la situation n'est pas meilleure. La mauvaise nourriture, le surmenage, la maladie et l'échec des conversions contribuèrent à la détérioration de la santé du père Sedeño et de ses compagnons. En novembre 1571, il se prépare à retourner à Cuba. Ils font naufrage près du cap Canaveral, au milieu d'Indigènes toujours hostiles. De retour à La Havane en décembre 1571, ils envoient un rapport au supérieur général qui, finalement convaincu de l'inutilité de la mission, décide de la fermer.

### Passage au Mexique
Après ces 4 années en Floride le père Antonio Sedeño est nommé à Mexico comme aumônier d'hôpital et en 1575 repart à Cuba. En 1578 il est de retour au Mexique pour y exercer des missions d'administration au service de la province jésuite de Nouvelle-Espagne. Arrivé à la fin du mois de juin 1572 au Mexique le père Sereno appartient au groupe de fondateurs de la mission de Nouvelle-Espagne. Il est considéré comme étant le premier jésuite à avoir mis le pied au Mexique, en tant que "fondateur" de cette mission. Peu de temps après, il retourna à La Havane pour rendre visite aux jésuites et voir s'il était possible d'ouvrir un collège et une résidence. Le provincial du Mexique, Pedro Sánchez, le renvoya (1578) et ferma la station missionnaire de La Havane. Sedeño fut vice-recteur (1578-1581) du collège de Mexico jusqu'à ce qu'il soit envoyé pour ouvrir une autre mission, cette fois aux Philippines.

### Fondateur aux Philippines
Les Espagnols à Manille avait besoin de prêtres et, en réponse à leurs demandes Philippe II demanda aux Jésuites d'y envoyer des missionnaires. Les premiers jésuites à arriver à Manille (17 septembre 1581) furent le supérieur Antonio Sedeño, le père Alonso Sánchez, le scolastique Gaspar Suárez (frère du théologien Francisco Suárez) et le frère Nicolás Gallardo. Peu après l'embarquement, Suárez mourut et, plus tard, Gallardo retourna au Mexique. 
A leur arrivée les nouveaux missionnaires reçurent l'hospitalité des Franciscains et, bien qu'ils n'aient pas encore de projets bien définis, ils ne restèrent pas inactifs: Sedeño prêcha et écouta les confessions des Espagnols et des indigènes. Pour assurer ces services pastoraux il se mit à l'étude de la langue locale, le tagalog. Comme il n'y avait pas encore de maisons en briques dans le pays, il enseigna comment les fabriquer et comment préparer les pierres de construction et la chaux, et il conçut le premier fort de Manille et en supervisa la construction. 
Cependant les débuts sont incertains et mal définis car les Franciscains et Augustins sont déjà présents aux Philippines.  Les missionnaires songent à quitter la mission. Néanmoins, Philippe II ordonna (1585) qu'ils reçoivent un soutien financier pour la fondation d'un collège. Entre-temps, Sánchez s'était déjà embarqué pour Madrid et Rome en tant qu'agent spécial de la mission pour représenter ses besoins. Les Jésuites sont priés de rester et de planifier leur nouvel apostolat. Sánchez ne retourna pas aux Philippines et Pedro Chirino arriva à sa place en 1590. Avec quatre prêtres et deux frères (dont l'un, Hernán Suárez, ne vécut pas longtemps) venus en renfort - et la décision définitive de rester - le père Sedeño prit son apostolat aux Philippines très au sérieux. Il reprend l'étude du tagalog, donne des cours de théologie morale pour préparer plusieurs candidats à l'ordination sacerdotale. Le travail missionnaire commença dans la région d'Antipolo-Taytay, à l'est de Manille, qui avait été abandonnée par les Franciscains par manque de missionnaires, ainsi que sur l'île de Panay.
En 1595, la mission jésuite des Philippines devint une vice-province et Sedeño en est nommé vice-provincial. Le navire qui apportait le décret d'érection de la vice-province transportait également le décret royal de Philippe II ordonnant la division des Philippines en plusieurs régions, selon les différents ordres religieux, pour en faciliter l'évangélisation. Il demanda immédiatement les îles Visayas. Neuf jésuites arrivent également sur le même navire. Sedeño les répartit en fonction des besoins des différents lieux. Manille avait plus que jamais besoin d'une école. Sedeño affecta deux pères et un frère aux Visayas, et envoya Chirino ouvrir un poste à Cebu. Satisfait des préparatifs du collège, Sedeño partit pour Cebu, où il arriva épuisé et malade.
En l'absence de médecins et de médicaments, l'état du père Antonio Sedeño s'aggrava de plus en plus et il mourut le 2 septembre 1595. Partout ou il est passé le père Sedeño semble avoir été un pionnier. Cela semble avoir été sa destinée. On le reconnait également comme faisant partie du groupe des Jésuites fondateurs de l'Université de San Carlos de Cebu. .